# Cycas desolata
Cycas desolata — вид голонасінних рослин класу саговникоподібні (Cycadopsida).

## Опис
Стебла деревовиді, 4(7) м заввишки, 15–25 см діаметром у вузькому місці. Листки сині, тьмяні, довжиною 75–120 см. Пилкові шишки вузько-яйцевиді, оранжеві або коричневі, довжиною 24–40 см, 8–9.5 см діаметром. Мегаспорофіли 13–24 см завдовжки, коричнево-повстяні. Насіння плоске, яйцевиде, 35–39 мм завдовжки, 32–35 мм завширшки; саркотеста жовта або помаранчево-коричнева, сильно вкрита нальотом.

## Поширення, екологія
Країни поширення: Австралія (Квінсленд). Записаний від 450 до 550 м над рівнем моря. Популяції знаходяться в евкаліптових рідколіссях на дрібних скелетних ґрунтах або низьких скелястих відслоненнях і досить часта рослина в такому середовищі існування.

## Загрози та охорона
Загрози цьому виду невідомі.

## Систематика
В деяких джерелах розглядається як синонім Cycas angulata R.Br.